# Gateway Setup Assistant
Gateway Setup Assistant è un programma fornito con il sistema operativo macOS Server. Il programma viene utilizzato per rendere il server un  gateway internet.
Il programma risiede in /Applications/Server/Gateway Setup Assistant.app
Il Gateway Setup Assistant presume che due dispositivi di rete siano presenti e configura automaticamente DHCP, NAT, firewall, DNS, e i servizi VPN.